# Carlo Mignot
Pas d'image ? Cliquez ici

a Compétitions nationales et continentales officielles uniquement.

b Matchs officiels uniquement.
Dernière mise à jour le 1 mai 2025.
Carlo Mignot, né le 16 février 2003 à Madrid (Espagne), est un joueur international brésilien d'origine française de rugby à XV, jouant au poste de centre au Biarritz olympique.

## Biographie

### Jeunesse et formation
Carlo Mignot naît à Madrid, en Espagne, d'un père français et d'une mère brésilienne. Son père jouait au rugby à XV au Brésil dans les années 1990 et a été champion du Brésil en 1994 avec le Pasteur Athlétique Club. Carlo Mignot passe son enfance dans différents pays (Espagne, France, Singapour, Argentine, Brésil) où il découvre le rugby dans plusieurs clubs, notamment le Stade toulousain, San Isidro et les Cobras.
En 2023, après un court passage d'un an au Stade niçois durant ses études, il rejoint le Biarritz olympique en espoirs. Il dispute plusieurs tournois de rugby à sept sous les couleurs du Monaco Rugby Sevens en 2023, du Biarritz olympique en 2024,

### Carrière professionnelle
En début d'année 2024, Il connaît sa première sélection avec l'équipe nationale du Brésil. Ensuite, alors qu'il n'a pas encore fait ses débuts avec le club basque, il renforce la franchise brésilienne des Cobras pour la saison 2024 de Súper Rugby Américas. Il joue son premier match avec cette équipe contre les Uruguayens de Peñarol, en étant titularisé avec son frère Luca. Il marque un essai dans cette rencontre remportée 25 à 19. Il rejoue la semaine suivante face aux Dogos. Au mois d'août suivant, il inscrit un triplé contre le Paraguay.
Au cours de la saison 2024-2025, il participe d'abord au Supersevens avec les Barbarians en compagnie de son coéquipier Yohan Tapie. Puis, il fait finalement ses débuts avec le Biarritz olympique, en équipe en février 2025, face à Valence Romans. Il signe dans la foulée son premier contrat Espoir avec le club jusqu'en 2027.